# 詹姆斯·安德森 (板球運動員)
詹姆斯·安德森爵士（英語：Sir James Anderson；1982年7月30日—）是一位英格蘭板球運動員。他現在效力於蘭開夏郡鄉村板球俱樂部。他也代表英格蘭板球代表隊參賽。

## 外部連結
- 詹姆斯·安德森在ESPNcricinfo（英语）